# Nils Trede
Pour les articles homonymes, voir Trede.
Nils Trede est un écrivain allemand, d'expression française et allemande, né le 10 mai 1966 à Heidelberg. Il est également médecin et peintre.

## Biographie
Nils Trede est né de Ute Trede, née Hagenmeyer, orfèvre et artiste-peintre, et de Johann Heinrich Trede, élève de Gadamer, qui a participé à l'édition des œuvres complètes de Hegel. Son oncle paternel, Yngve Trede, compositeur, était le fils adoptif de l'écrivain allemand Hans Henny Jahnn. Il effectue ses études de médecine de 1989 à 2000 à Marburg, Heidelberg puis Paris où il s'installe en 1996. Il entame la rédaction de son premier roman vers l'an 2000, à Paris. Il vit depuis 2009 à Strasbourg. Il obtient en 2015 une résidence d'auteur (pour 2016) à la Villa Marguerite Yourcenar et également à la Fondation des Treilles (créée par Anne Schlumberger).

## Publications

### La Vie Pétrifiée
En 2008 paraît aux éditions Quidam son premier roman, La Vie pétrifiée,,, l'histoire d'un homme solitaire, Xavier, et de sa rencontre avec une jeune femme inatteignable, traduit en allemand en 2012 sous le titre Das versteinerte Leben. Il y met en scène les difficultés de l'homme à affirmer son identité et à vivre en société dans le monde contemporain, considéré comme vide de valeurs spirituelles et porté sur un épanouissement immédiat et matériel. 

### Le nœud coulant
En 2012 paraît aux Impressions Nouvelles son deuxième roman, Le nœud coulant,,, qui met en scène une société vivant en autarcie, à l'écart du monde, et dans lequel il étudie les conséquences de l'isolement et de l'absence d'échange.

### Richtung Süden
En 2021 paraît son premier roman en langue allemande chez l'éditeur berlinois Secession Verlag, Richtung Süden. Ce texte court et dense met en scène un père de famille au chômage qui passe ses journées à arpenter les rues de sa petite ville et à observer son entourage. Inquiet, en alerte, il voit le désespoir dans les yeux des gens tout en se sentant incapable de leur offrir de l’aide….

## Productions audiovisuelles
Nils Trede participe depuis 2011 à l'émission télévisée franco-allemande Karambolage, pour laquelle il a écrit le scénario des séquences : "le verrou", "le "Schieber" "le "Kirschkernkissen"", "le vin de Sauternes", et "le bonhomme de neige".
En 2016, il joue le rôle du père d'un enfant polyhandicapé dans le film documentaire Tant la vie demande à aimer, du réalisateur Damien Fritsch.